# Theatre Royal Haymarket
Theatre Royal Haymarket (também conhecido como Haymarket Theatre ou Little Theatre) é um teatro do West End theatre em Haymarket na cidade de Westminster, é o terceiro mais antigo teatro de Londres ainda em uso. Samuel Foote adquiriu o contrato de arrendamento em 1747, e em 1766 ele ganhou uma patente real sobre o drama legítimos (ou seja, o drama falado, ao contrário de ópera, concertos ou apresentações com música). Em seu local atual desde 1821, quando foi redesenhado por John Nash. Ele tem uma capacidade de 888. Pelo valor simbólico, é de propriedade de Crown Estate.
O Haymarket tem sido palco de uma inovação significativa no teatro. Em 1873, foi o palco para a primeira matinê programada, estabelecendo um costume seguido logo nos cinemas de toda parte. Seus gestores têm incluído Benjamin Nottingham Webster, John Baldwin Buckstone, Squire Bancroft, Cyril Maude, Herbert Beerbohm Tree e John Sleeper Clarke, cunhado de John Wilkes Booth, que deixou a América depois do assassinato de Abraham Lincoln. Atores famosos que estreou no teatro incluído Robert William Elliston (1774–1831) e John Liston (1776–1846).